# Ecopista
Ecopistas in Portugal zijn bestrate paden uitsluitend bestemd voor niet-gemotoriseerd verkeer. Ze moeten voldoen aan specifieke voorwaarden van breedte, helling en bestratingskwaliteit.
De gemeenten die verantwoordelijk zijn voor de aanleg en onderhoud van de ecopistas maken gebruik van afgedankte spoorwegen en kanalen. De aanleg van de ecopistas is onderdeel van een project voor een Europees groen netwerk van wegen voor niet-gemotoriseerd reizen, de Greenways.
Portugal kent ook het begrippen  ciclovia en ecovia. Deze termen hebben een bredere definitie. Het kan zijn:
- Gedeeld verkeer: er is geen afbakening tussen de rijstroken voor auto's of fietsen.
- Fietsstrook (ciclofaixa): een rijstrook, meestal in dezelfde richting als de auto's en meestal aan de rechterkant. Soms met een fysieke scheiding, zoals betonblokken, ertussen.
- Fietspad (de eigenlijke ciclovia): Fysiek gescheiden van het autoverkeer. Deze fietspaden kunnen verhard of onverhard zijn. Ze bevinden zich over het algemeen naast rijstroken voor voertuigen of in groene corridors, onafhankelijk van het wegennet, de ecopistas).

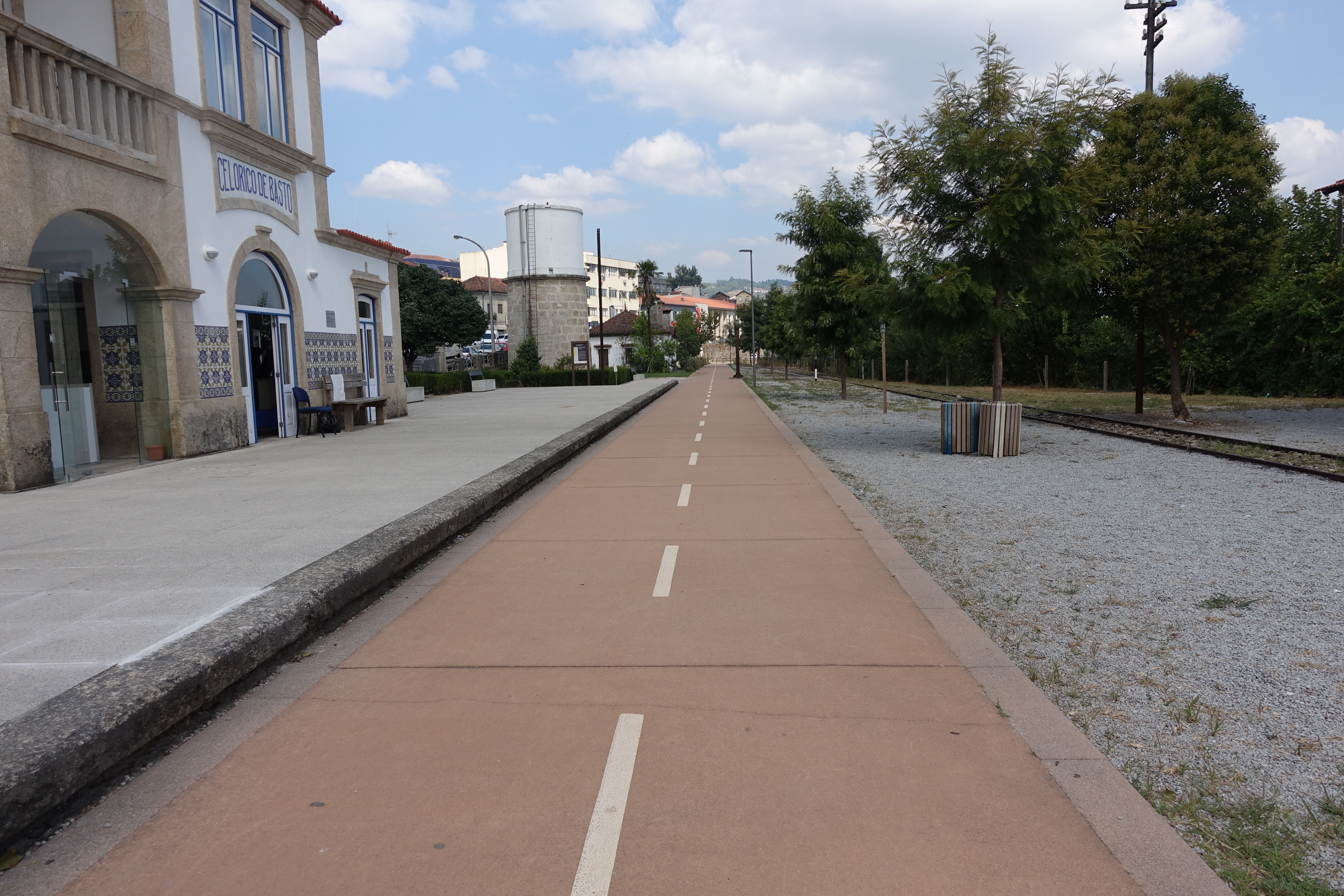
Ecopista do Tâmega bij Celorico de Basto train station
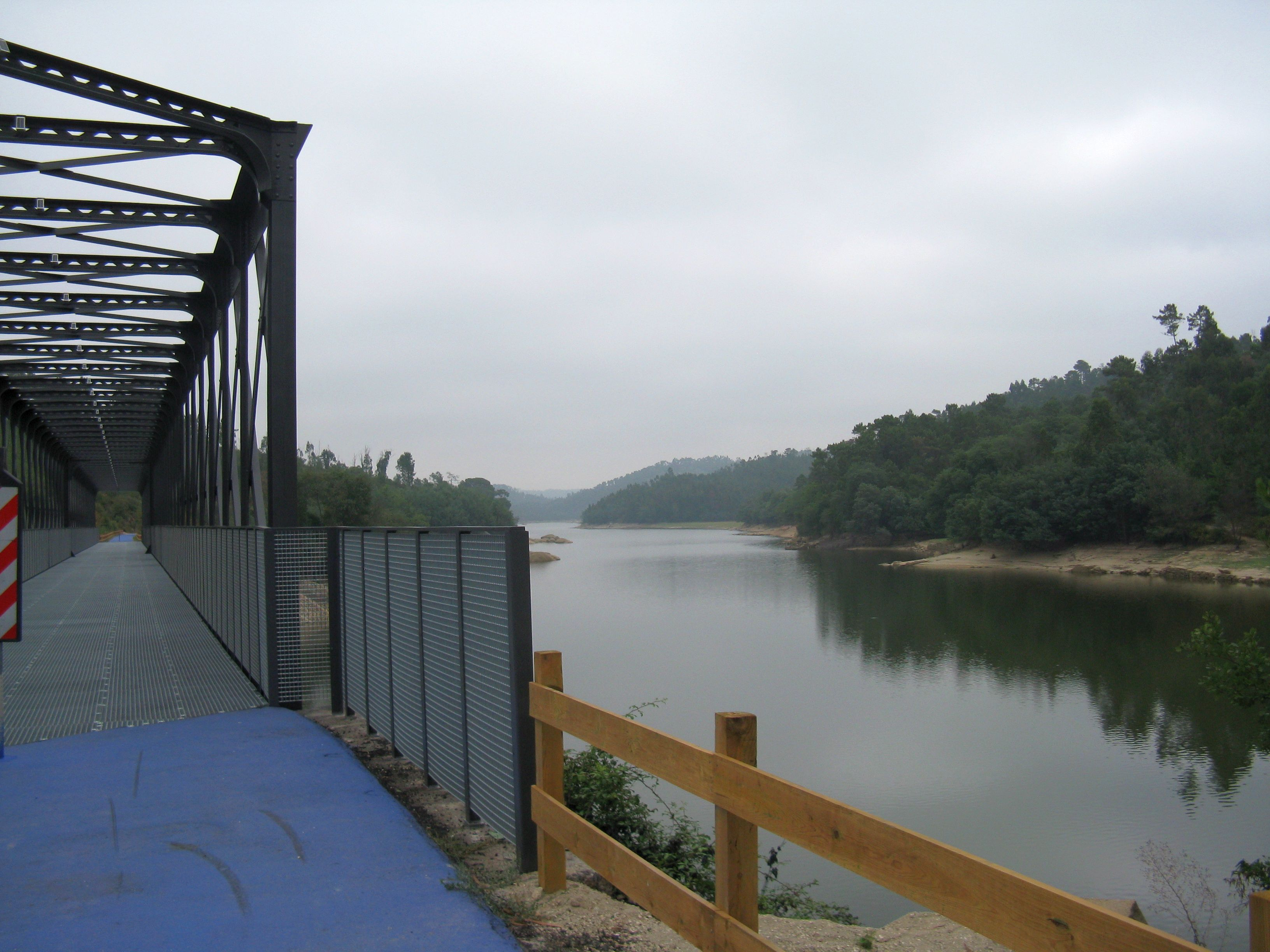
Ecopista do Dão over de rivier Dão bij Granjal
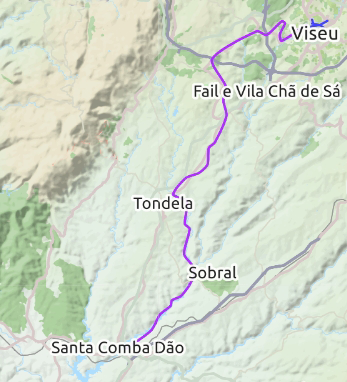
Traject van de Ecopista do Dão
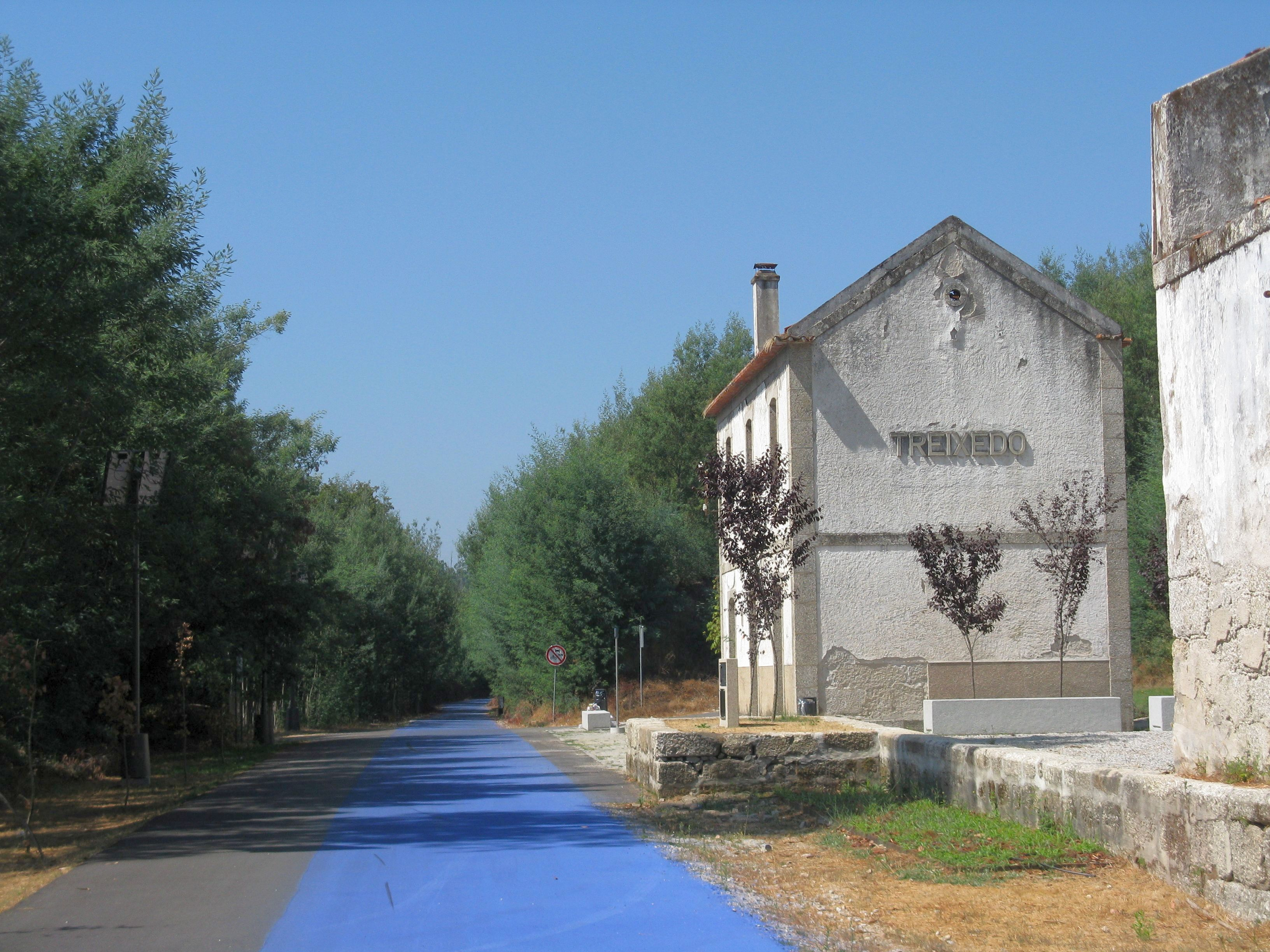
Ecopista bij het oude treinstation van Treixedo

## Lijst
Hieronder een lijst van ecopistas in Portugal.
| Naam                            | Van               | Naar             | Afstand in km |
| ------------------------------- | ----------------- | ---------------- | ------------- |
| Ecopista do Rio Minho           | Valença           | Monção           | 22            |
| Ecopista do Guimarães-Fafe      | Guimarães         | Fafe             | 14,3          |
| Ecopista da Linha do Tamêga     | Amarante          | Arco de Baúlhe   | 39            |
| Ecopista do Ramal de Famaliação | Póvoa de Varzim   | Famalicão        | 11,2          |
| Ecopista da Linha do Corgo      | Vila Real         | Sabroso          | 37,5          |
| Ecopista da Linha do Sabor      | Torre de Moncorvo | Carviçais        | 24,5          |
| Ecopista do Vale do Vouga       | Sernada do Vouga  | Cedrim           | 12,9          |
| Ecopista do Dão                 | Viseu             | Santa Comba Dão  | 49            |
| Ecopista do Ramal do Lena       | Porto de Mós      | Figueiredo       | 7,9           |
| Ecopista do Ramal do Montijo    | Pinhal Novo       | Montijo          | 10,8          |
| Ecopista do Ramal de Mora       | Évora             | Mora             | 40,7          |
| Ecopista do Montado             | Torre de Gadanha  | Montemor-o-Velho | 12,9          |
| Ecopista de Vouzela             | Vouzela           | Vouzela          | 7             |

## Spoorfiets
Een bijzondere manier om over een vroegere spoorweg te fietsen is met een spoorfiets of Railbike. In het Natuurpark Serra de São Mamede kunnen liefhebbers met een spoorfiets een route van 15 km of een route van 32 km afleggen. Het spoor loopt vanaf het vroegere treinstation Marvão-Beirã over een 30 meter hoge brug uit 1930 naar het stadje Castelo de Vide.

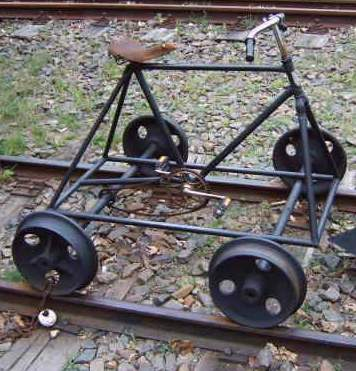
Klassieke spoorfiets
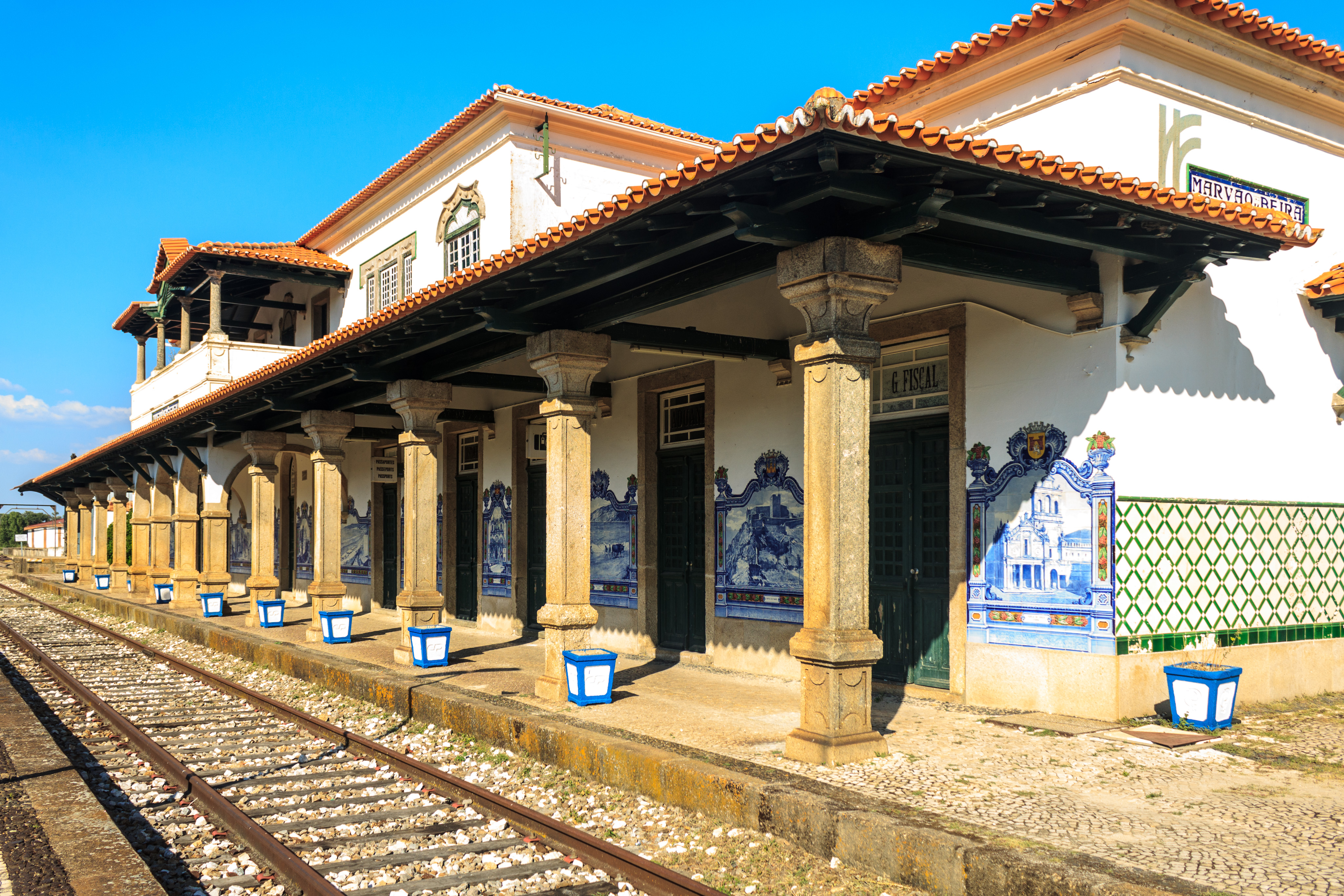
Treinstation Marvão-Beirã
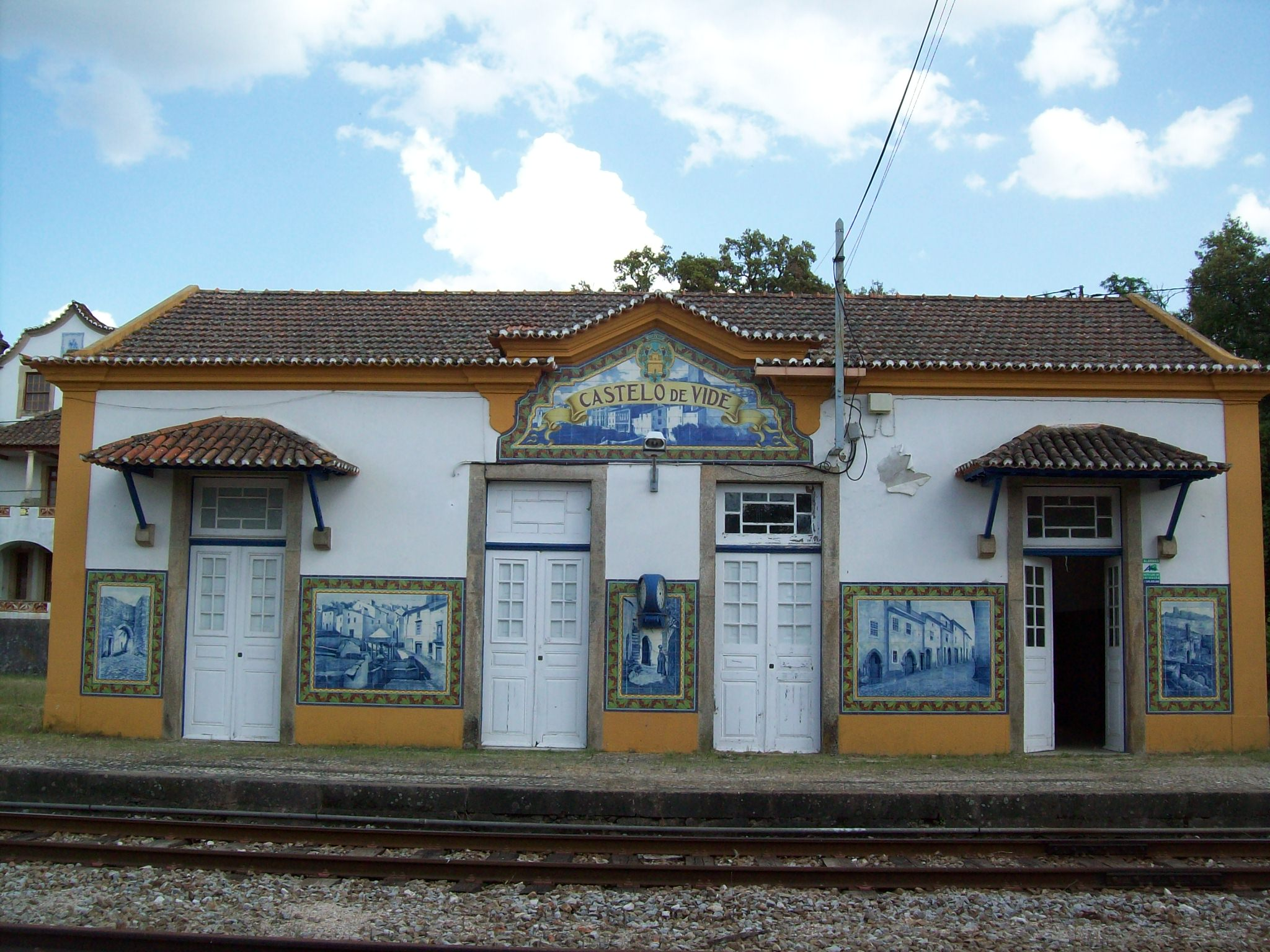
Treinstation Castelo de Vide